# Elmer Thomas

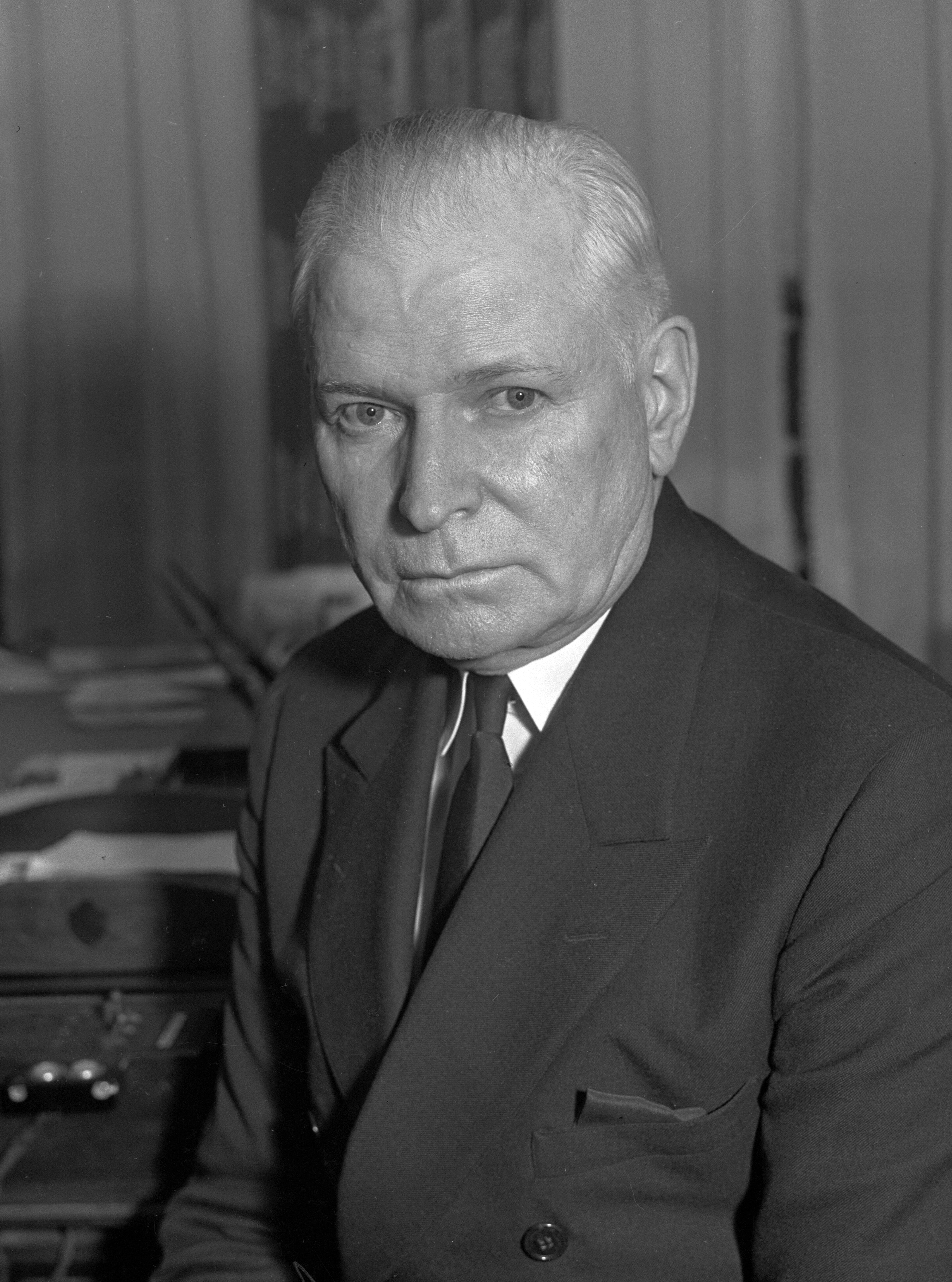
Elmer Thomas (1935)

John William Elmer Thomas (* 8. September 1876 bei Greencastle, Indiana; † 19. September 1965 in Lawton, Oklahoma) war ein US-amerikanischer Politiker (Demokratische Partei), der den Bundesstaat Oklahoma in beiden Kammern des US-Kongresses vertrat.
Der auf einer Farm in Indiana geborene Thomas besuchte zunächst die öffentlichen Schulen und später das Central Normal College in Danville. Dort graduierte er 1897; drei Jahre später folgte der Abschluss an der DePauw University in Greencastle. Danach studierte er die Rechtswissenschaften und wurde 1897 in die Anwaltskammer von Indiana sowie 1900 in jene von Oklahoma aufgenommen, woraufhin er als Jurist in Oklahoma City zu praktizieren begann. 1901 zog er nach Lawton um.
Von 1907 bis 1920 gehörte Thomas dem Senat von Oklahoma an; zwischen 1910 und 1913 war er dessen Präsident pro tempore. Während dieser Zeit wurde er im Jahr 1908 zum Gründer der Stadt Medicine Park im Comanche County. 1920 bewarb er sich erstmals um einen Sitz im US-Repräsentantenhaus, war aber erfolglos. Zwei Jahre später war er siegreich und gehörte der Parlamentskammer nach einer Wiederwahl zwischen dem 4. März 1923 und dem 3. März 1927 an.
Unmittelbar darauf wechselte Elmer Thomas innerhalb des Kongresses in den Senat, wo er nach dreimaliger Wiederwahl bis zum 3. Januar 1951 verblieb. 1950 wollte er erneut kandidieren, wurde aber von seiner Partei nicht mehr aufgestellt. Während seiner Zeit im Senat war Thomas unter anderem Vorsitzender des Landwirtschaftsausschusses.
Nach seinem Abschied aus der Politik arbeitete Thomas zunächst als Anwalt in Washington, ehe er 1957 nach Lawton zurückkehrte. Dort starb er im September 1965, kurz nach seinem 89. Geburtstag. Ein nordwestlich von Lawton gelegener See trägt als Würdigung des langjährigen Senators den Namen Elmer Thomas Lake.